# 살로테 투포우 3세

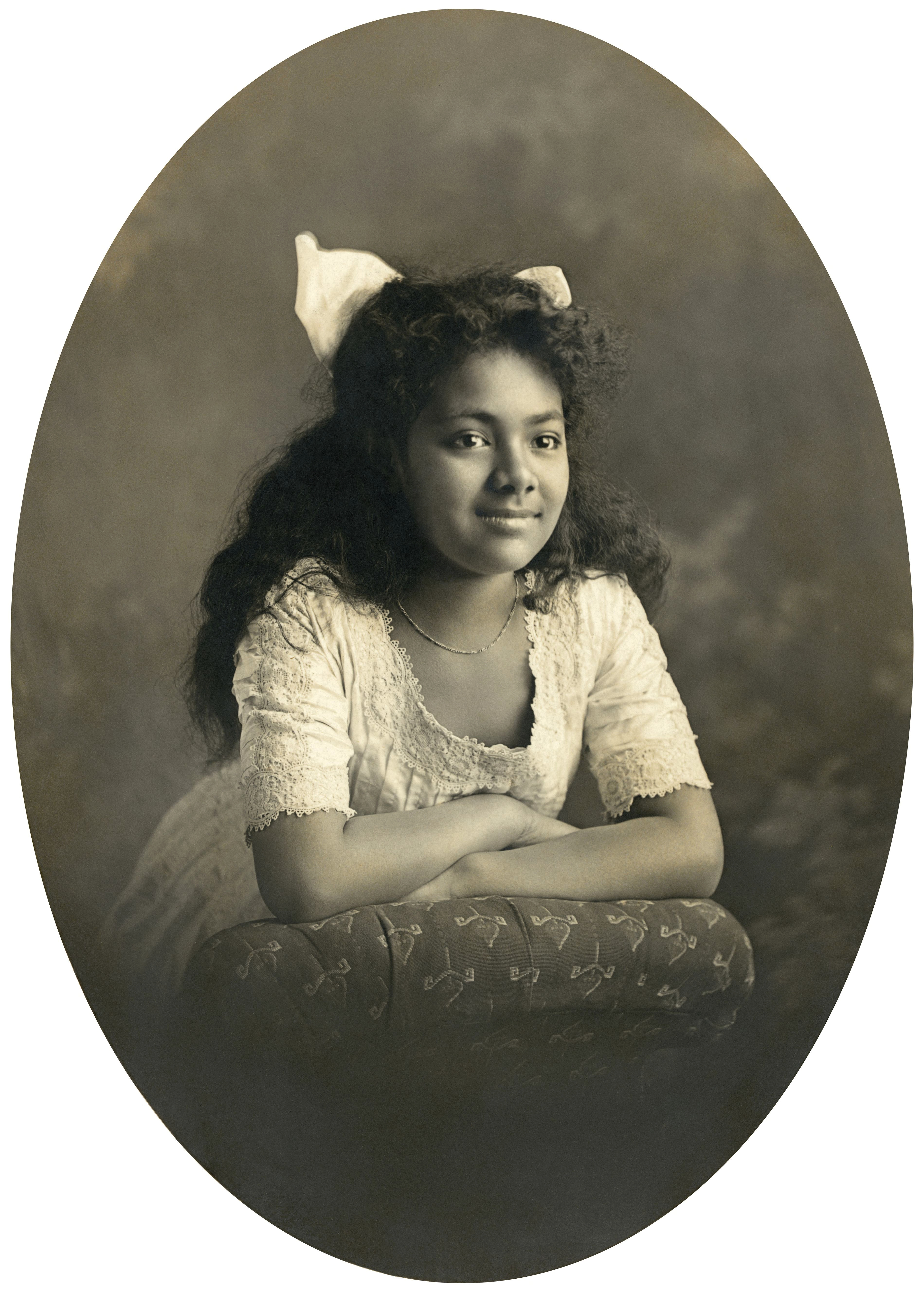
투포우 3세(1908년)

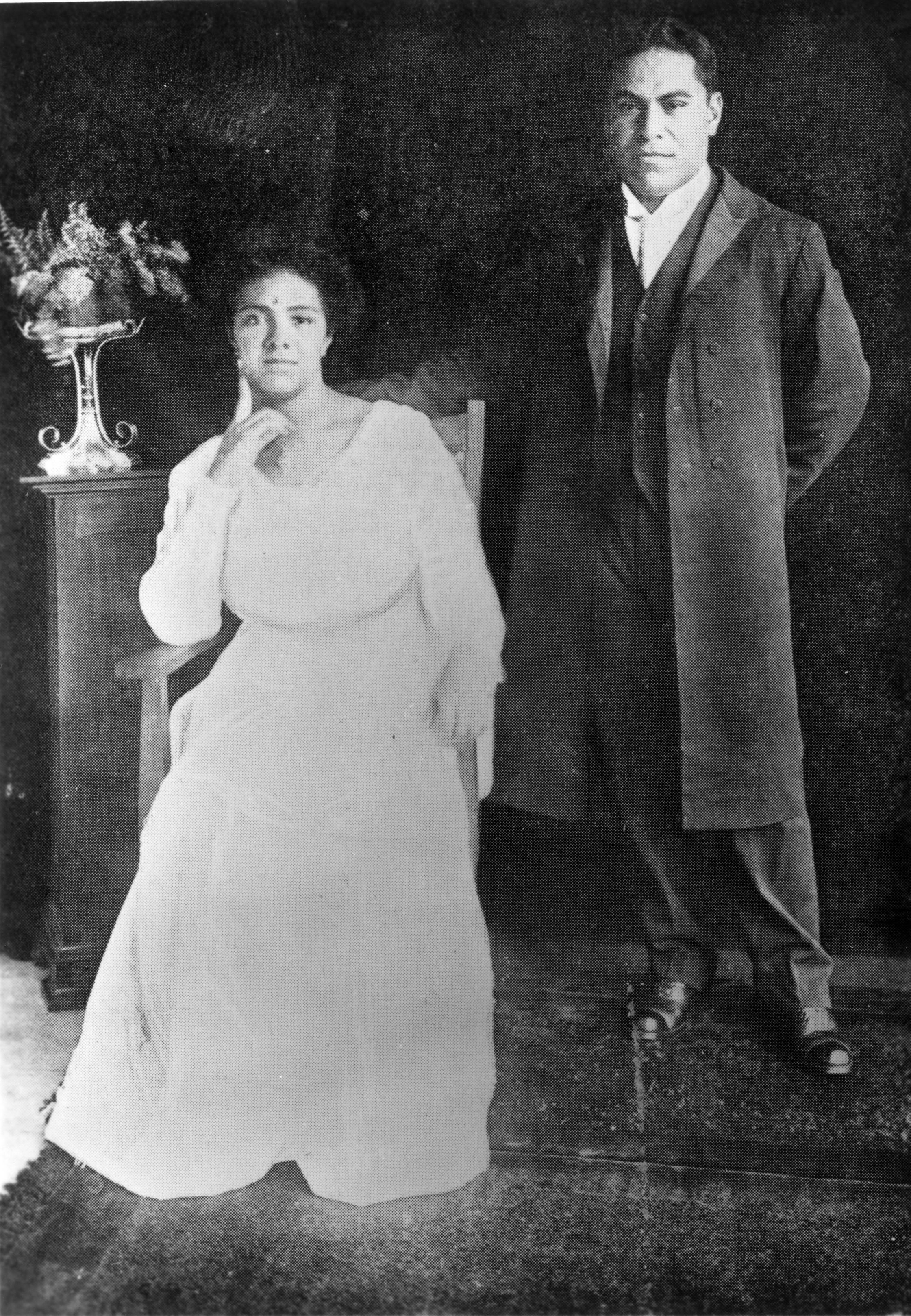
즉위전 투포우 3세(왼쪽)와 부군 빌라미 퉁기 마닐레피(오른쪽) (1917년 촬영)

살로테 투포우 3세(Sālote Tupou III, 1900년 3월 13일 ~ 1965년 12월 16일)는 통가의 3대 국왕(재위: 1918 ~ 1965)이자 여왕이다.